# Herold (Familienname)
Herold ist ein von der Tätigkeit des Herolds abgeleiteter deutschsprachiger Familienname.
Herold ist der Name folgender Personen:
- Herold (Salzburg) († nach 967), Salzburger Erzbischof und Abt des Stiftes St. Peter
- Herold (Würzburg) († 1171), Bischof von Würzburg
- Herold (Münsterschwarzach) († 1233), Abt von Münsterschwarzach

## Namensträger

### A
- Adam Herold (1659–1711), deutscher Pädagoge und Theologe
- Albert Herold (1894–1974), deutscher Maler und Grafiker
- Albrecht Herold (1929–2025), deutscher Politiker (SPD)
- Andreas Herold (1623–1696), deutscher Stück- und Glockengießer
- August Herold (1902–1973), deutscher Landwirt

### B
- Balthasar I. Herold (1553–1628), deutscher Stück- und Glockengießer
- Balthasar II. Herold (1620–1683), deutscher Metallgießer sowie Bildhauer

### C
- Carl Herold (1848–1931), deutscher Politiker (Zentrum)
- Charlotte Scheier-Herold (1900–1969), deutsche Schauspielerin und Synchronsprecherin
- Christian von Herold (Beamter) (1669–1744), deutscher Beamter
- Christian Friedrich Herold (1700–1779), deutscher Maler
- Christian Viktor Herold (1698–1775), deutscher Glockengießer, Rotschmied und Stückgießer
- Claus Herold (1929–2003), deutscher, katholischer Priester
- Conrad Herold (1835–1914), Berliner Tuchfabrikant und Unternehmer
- Corinna Herold (* 1961), deutsche Politikerin (AfD)

### D
- David Herold (Attentäter) (1842–1865), US-amerikanischer Attentäter
- David Herold (Fußballspieler) (* 2003), deutscher Fußballspieler
- Deborah Herold (* 1995), indische Bahnradsportlerin
- Diana Herold (* 1974), deutsches Model

### E
- Edmund Herold (1901–1972), deutscher Pfarrer, Heimatdichter und Imker
- Eduard Herold (um 1826–1872), deutscher Verwaltungsbeamter
- Elisabeth Herold (* vor 1952), deutsche Florettfechterin
- Emanuel Herold (* 1986), deutscher Politiker (Bündnis 90/Die Grünen)
- Erasmus Herold (* 1969), deutscher Schriftsteller

### F
- Falko Herold (* 1972), deutscher Bühnen- und Kostümbildner
- Ferdinand Herold (1783–1860), deutscher Pharmazeut und Chemiker
- Ferdinand Hérold (1791–1833), französischer Komponist
- François-Joseph Hérold (1755–1802), elsässischer Komponist
- Franz-Josef Herold (1904–1986), deutscher Maler und Kunsterzieher
- Franz Herold (Schriftsteller) (1854–1943), österreichischer Dichter und Schriftsteller
- Franz Joseph Herold (1787–1862), deutscher Priester und Lehrer

### G
- Georg Herold (Gießer, 1590) (1590–1632), deutscher Rotschmied, Stück- und Glockengießer
- Georg Herold (Gießer, 1832) (1832–1871), deutscher Gießer
- Georg Herold (* 1947), deutscher Bildhauer
- Gérard Hérold (1939–1993), französischer Schauspieler
- Gerd Herold (* 1945), deutscher Internist und Autor
- Gottfried Herold (1929–2019), deutscher Schriftsteller und Lyriker
- Gustav Herold (1839–1927), Schweizer Bildhauer

### H
- Hans Herold (Unternehmer) († 1654), deutscher Unternehmer
- Hans Herold (Jurist) (1908–2002), Schweizer Rechtswissenschaftler und Hochschullehrer
- Hans Herold (Politiker) (* 1955), deutscher Politiker (CSU)
- Hans Georg von Herold (* 1621; † nach 1671), deutscher Glockengießer
- Hans-Ulrich Herold (1921–2013), deutscher Gebrauchsgrafiker und Illustrator
- Heinrich Herold (1900–1984), deutscher Manager
- Helmuth Herold (1928–2001), deutscher Mundharmonikaspieler
- Hermann Herold (1890–1967), deutscher Bankier und Rechtsanwalt
- Horst Herold (1923–2018), deutscher Kriminalbeamter, Präsident des Bundeskriminalamts (1971–1981)
- Hugo Herold (Journalist) (1853–1941), deutscher Journalist
- Hugo Herold (1880–1945), deutscher Komponist

### I
- Inge Herold (* 1941), deutsche Politikerin

### J
- Jan Herold (* 1976), deutscher Radiomoderator und Programmchef
- Jens-Peter Herold (* 1965), deutscher Leichtathlet
- Johann von Herold († 1656), deutscher Glockengießer
- Johann Herold (Politiker) (1884–1964), deutscher Politiker (SPD)
- Johann Balthasar von Herold († 1727), deutscher Glockengießer und Geschützgießer
- Johann Basilius Herold (1514–1567), deutscher Historiker
- Johann Konrad Herold (1612–1682), Prorektor der Juristen-Universität Padua, Apostolischer Protonotar, kurbayerischer Geistlicher Rat und Prinzenerzieher
- Johann Moritz David Herold (1790–1862), deutscher Mediziner, Naturforscher und Hochschullehrer
- Johann Theodor Herold (um 1660–1720), deutscher Komponist und Kapellmeister
- Johannes Herold (Rektor), deutscher Hochschullehrer
- Johannes Herold (Komponist) (um 1550–1603), deutscher Komponist
- Jonas Herold (* 1995), deutscher Basketballspieler
- Jörg Herold (* 1965), deutscher Künstler
- Josef Herold (Politiker, 1850) (1850–1908), böhmisch-tschechischer Politiker
- Josef Herold (Politiker, 1861) (1861–1932), böhmisch-deutscher Politiker
- Joseph Dionys Herold (1829–1898), deutscher Theologe und Dichter

### K
- Karl Herold (1921–1977), deutscher Politiker (SPD)
- Kilian Herold (* 1981), deutscher Klarinettist

### L
- Leonhard Herold (1819–1902), Schweizer Pfarrer

### M
- Maik Herold (* 1982), deutscher Politikwissenschaftler
- Max Herold (1840–1921), lutherischer Theologe und Pastor
- Melchior Ludolf Herold (1753–1810), deutscher Kirchenliedkomponist und Priester
- Mimi Herold (1925–2015), deutsche Sängerin
- Mira Herold (* 1984), deutsche Schauspielerin

### O
- Otto Herold (1848–1945), Schweizer Theologe

### P
- Paul Herold (Artist) (1874–1939), deutschamerikanischer Artist
- Paul Herold (Historiker) (* 1969), österreichischer Historiker
- Peter Herold († 1700), deutscher Orgelbauer
- Peter Herold (Unternehmer) (* 1970), deutscher Unternehmer
- Philipp Herold (* 1991), deutscher Lyriker

### R
- Rainer Herold (* 1940), deutscher Maler, Graphiker und Bildhauer
- Robert Herold (1879–1938), Schweizer Jurist und Beamter
- Rudolf Herold (1893–1982), deutscher Komponist

### S
- Sabine Herold (* 1973), deutsche und schweizerische Pfarrerin, Redakteurin und Referentin
- Simon Herold (* 1987), deutscher Handballspieler
- Stephanie Herold (* 1979), deutsche Denkmalpflegerin
- Susan Herold (* 1973), deutsche Juristin und Richterin am Bundesgerichtshof
- Susanne Herold (Politikerin) (* 1959), deutsche Politikerin (CDU)
- Susanne Herold (Medizinerin) (* 1975), deutsche Medizinerin und Infektiologin

### T
- Ted Herold (1942–2021), deutscher Sänger
- Tilia Herold (* 1948), österreichisch-britische Journalistin

### U
- Ulrich Herold (1948–2020), deutscher Publizist und Verleger
- Ulrich Müller-Herold (* 1943), deutscher Chemiker und Hochschullehrer

### V
- Victor Herold (1890–1956), deutscher Historiker und Gymnasialdirektor
- Volker Herold (* 1959), deutscher Schauspieler

### W
- Wieland Herold (1950–2022), deutscher Lehrer, Spielexperte und Spielekritiker
- Wilhelm Herold (Politiker), deutscher Politiker, MdL Sachsen
- Wilhelm Herold (Unternehmer) (1874–1945), deutscher Küfer und Weinbauer
- Willi Herold (1925–1946), deutscher Kriegsverbrecher
- Wolf Hieronymus Herold (1627–1693), deutscher Glockengießer
- Wolf Jacob Herold (1593–1632), deutscher Geschütz-, Stück- und Glockengießer
- Wolfgang Herold (* 1961), deutscher Filmproduzent und Sound Supervisor
- Wolfram Herold, deutscher Turner